# بلدیه (تقسیمات اداری)
بلدیه (عربی: بلدیة) نوعی تقسیم اداری در زبان عربی است که می‌تواند به «بخش»، «فرعیه» یا «شهرداری» ترجمه شود. جمع آن بلدیات است.  از نظر دستوری، این واژه بلدی به معنای "روستایی، محلی-" است.
اصطلاح عربی امانه (أمانة) نیز برای «شهرداری» استفاده می‌شود.